# Язгулемски език
Язгулемският език е ирански език, говорен от около 4000 души в Таджикистан.